# Tabanus rossi
Tabanus rossi är en tvåvingeart som beskrevs av Philip 1959. Tabanus rossi ingår i släktet Tabanus och familjen bromsar. Inga underarter finns listade i Catalogue of Life.